# 林叢槐
林叢槐（1530年—1599年），字應昌，號三庭，福建泉州府同安縣人，民籍，明朝政治人物。

## 生平
嘉靖二十八年己酉科（1549年）福建鄉試第五十七名。嘉靖三十五年（1556年）丙辰科会试二百七名，廷试三甲一百六十二名進士。工部观政，初官廣東饒平縣知縣。四十年擢南京户部主事，四十一年以拾遗罢归。晚年构别业城西，颜其堂曰“崇真”。

## 家族
曾祖林魯溫，號翠崖；祖父林軒；父林袍，號竹石，母葉氏。兄天德（知州）、叢梧（生员）、弟叢檟。